# Amerikanska Jungfruöarnas herrlandslag i fotboll
Amerikanska Jungfruöarnas herrlandslag i fotboll spelade första landskamp den 21 mars 1998, där man hemmabesegrade Brittiska Jungfruöarna med 1-0.

## Historik
Jungfruöarnas fotbollsförbund bildades 1992 och laget tillhör världens svagaste. Jungfruöarna har hittills spelat endast ett tjugotal matcher.

### VM
- 1930 till 1998 - Deltog ej
- 2002 - Kvalade inte in
- 2006 - Kvalade inte in

I kvalet till VM i Tyskland 2006 åkte man ut i första omgången efter två förluster mot Saint Kitts och Nevis.

### CONCACAF mästerskap
- 1963 till 1989 - Deltog ej
- 1991 - Deltog ej
- 1993 - Deltog ej
- 1996 - Deltog ej
- 1998 - Deltog ej
- 2000 - Kvalade inte in
- 2002 - Kvalade inte in
- 2003 - Kvalade inte in
- 2005 - Kvalade inte in
- 2007 - Kvalade inte in

### Karibiska mästerskapet
- 1989 - Deltog ej
- 1990 - Deltog ej
- 1991 - Deltog ej
- 1992 - Deltog ej
- 1993 - Deltog ej
- 1994 - Deltog ej
- 1995 - Deltog ej
- 1996 - Deltog ej
- 1997 - Deltog ej
- 1998 - Drog sig ur
- 1999 - Kvalade inte in
- 2001 - Kvalade inte in
- 2005 - Kvalade inte in
- 2007 - Kvalade inte in

Jungfruöarna föll i båda matcherna i 2007 års första kvalomgång, mot Bermuda och Dominikanska republiken, trots hemmaplan.